# Herminium monorchis
L'orchidea ad un bulbo (Herminium monorchis (L.) R.Br., 1813) è una pianta erbacea dai fiori poco appariscenti, appartenente alla famiglia delle Orchidacee.

## Etimologia
Il nome di questa orchidea (Herminium monorchis) deriva da alcuni termini greci (”ereisma”=sostegno; ”monos”=unico; ”orchis”=tubero) e significa ”sostegno con un solo tubero”; questo in riferimento al fusto sostenuto da un solo tubero.
Il binomio scientifico di questa pianta inizialmente era Ophrys monorchis, proposto dal botanico e naturalista svedese Carl von Linné (1707 - 1778) nella pubblicazione Species Plantarum del 1753, modificato successivamente in quello attualmente accettato (Herminium monorchis) proposto dal botanico britannico Robert Brown (1773 – 1858) nel 1813.
In lingua tedesca questa pianta si chiama Einorchis oppure Herminie; in lingua francese si chiama Herminium à un tubercule; in lingua inglese si chiama Musk Orchid.

## Descrizione

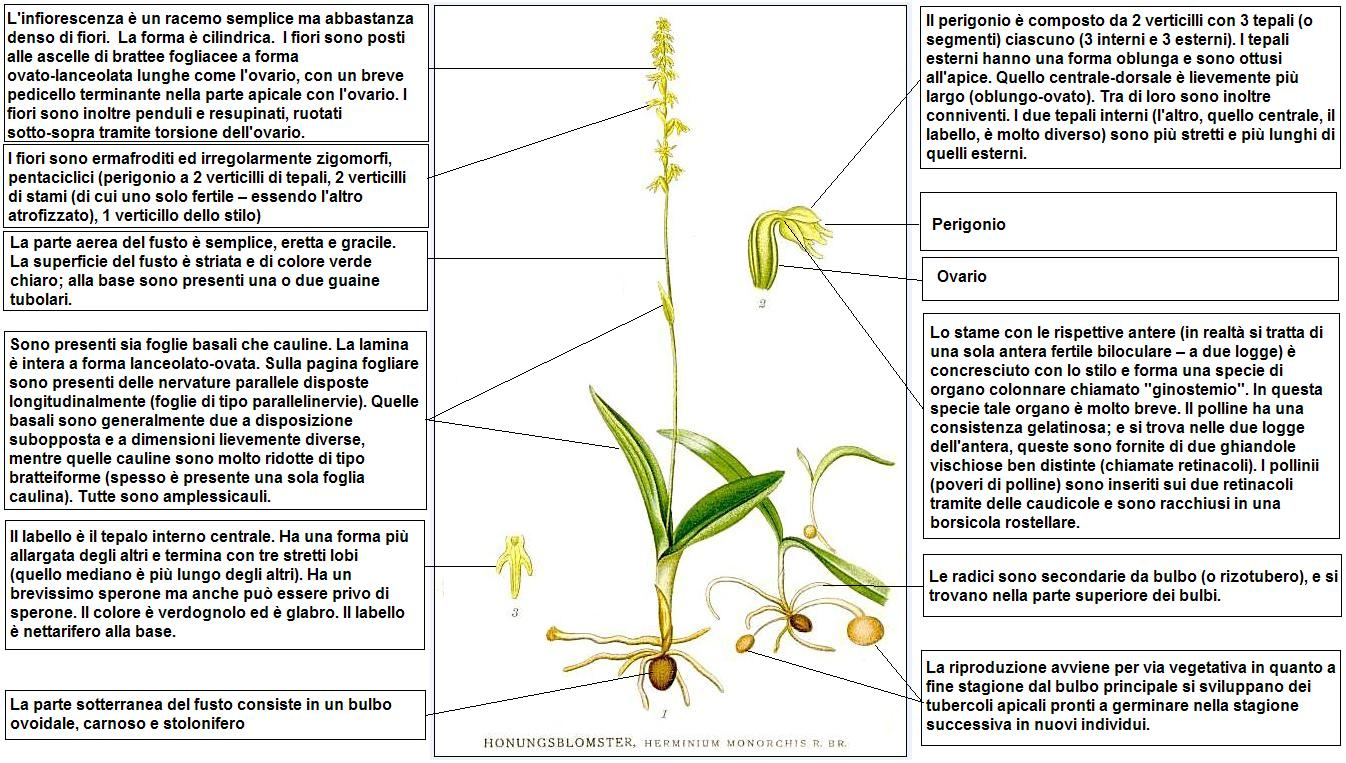
Descrizione delle parti della pianta

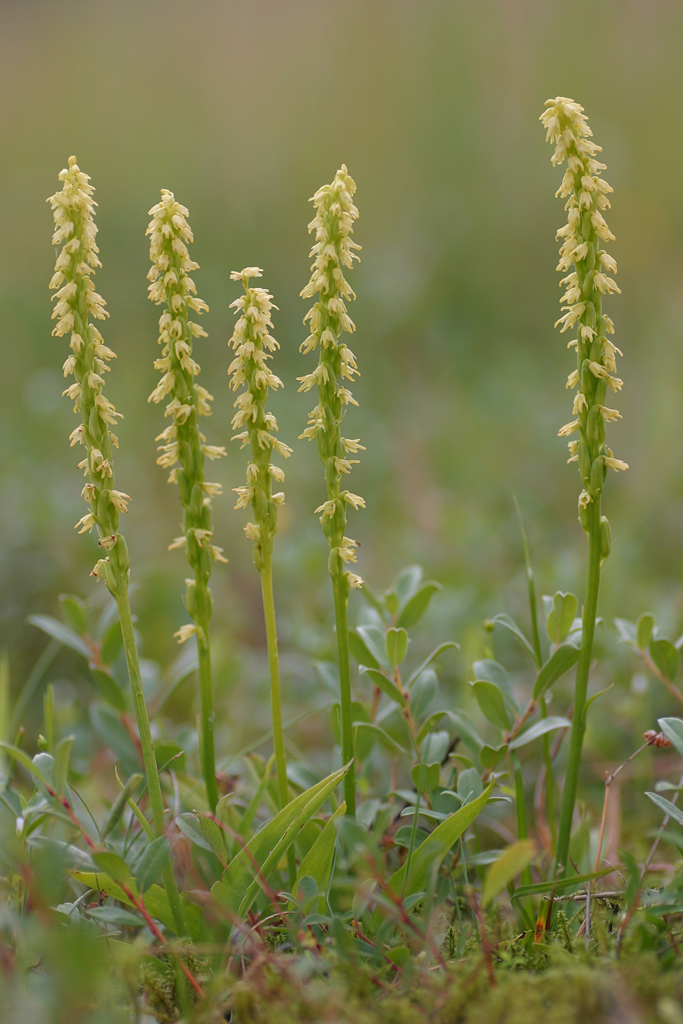
Il portamento

È una pianta erbacea alta 8 – 25 cm. La forma biologica è geofita bulbosa (G bulb), ossia sono piante perenni che portano le gemme in posizione sotterranea. Durante la stagione avversa non presentano organi aerei e le gemme si trovano in organi sotterranei chiamati bulbi o tuberi, organi di riserva che annualmente producono nuovi fusti, foglie e fiori. È un'orchidea terrestre in quanto contrariamente ad altre specie, non è “epifita”, ossia non vive a spese di altri vegetali di maggiori proporzioni.

### Radici
Le radici sono secondarie da bulbo (o rizotubero), e si trovano nella parte superiore dei bulbi.

### Fusto
- Parte ipogea: la parte sotterranea del fusto consiste in un bulbo ovoidale, carnoso e stolonifero. Dimensione dei tuberi: larghezza 5 – 10 mm; lunghezza 6 – 10 mm.
- Parte epigea: la parte aerea del fusto è semplice, eretta e gracile. La superficie del fusto è striata e di colore verde chiaro; alla base sono presenti una o due guaine tubolari.

### Foglie
Sono presenti sia foglie basali che cauline. La lamina è intera a forma lanceolato-ovata. Sulla pagina fogliare sono presenti delle nervature parallele disposte longitudinalmente (foglie di tipo parallelinervie). Quelle basali sono generalmente due a disposizione sub-opposta e a dimensioni lievemente diverse, mentre quelle cauline sono molto ridotte di tipo bratteiforme (spesso è presente una sola foglia caulina). Tutte sono amplessicauli. Dimensioni delle foglie basali: larghezza 6 – 12 mm; lunghezza 4 – 10 cm.

### Infiorescenza

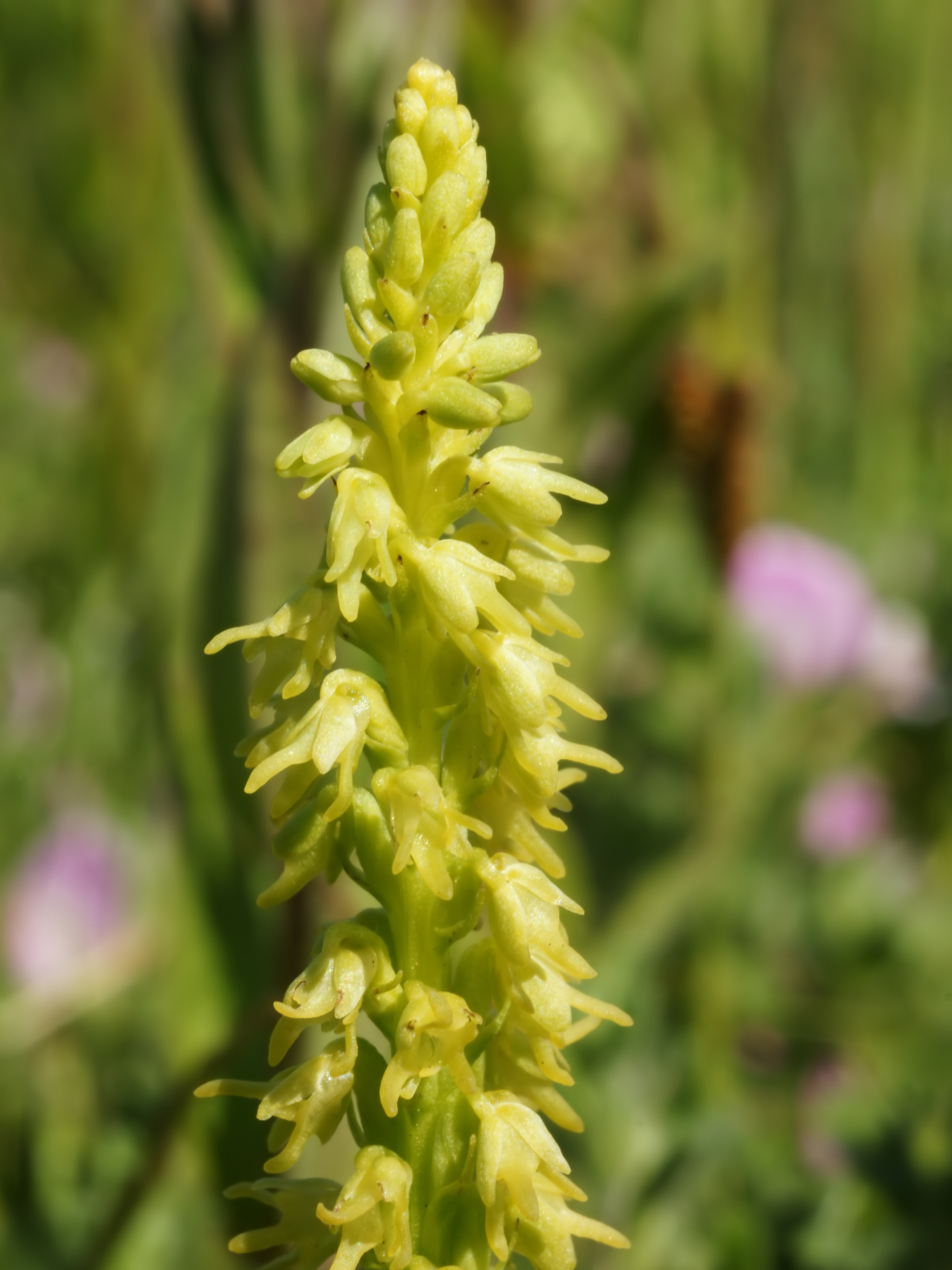
Infiorescenza

L'infiorescenza è un racemo semplice ma abbastanza denso di fiori.  La forma è cilindrica.  I fiori sono posti alle ascelle di brattee fogliacee a forma ovato-lanceolata lunghe come l'ovario, con un breve pedicello terminante nella parte apicale con l'ovario. I fiori sono inoltre penduli e resupinati, ruotati sottosopra tramite torsione dell'ovario; in questo caso il labello è volto in basso. Lunghezza dell'infiorescenza: 1,5 – 10 cm. Lunghezza delle brattee: 0,5 – 5,5 cm.

### Fiore

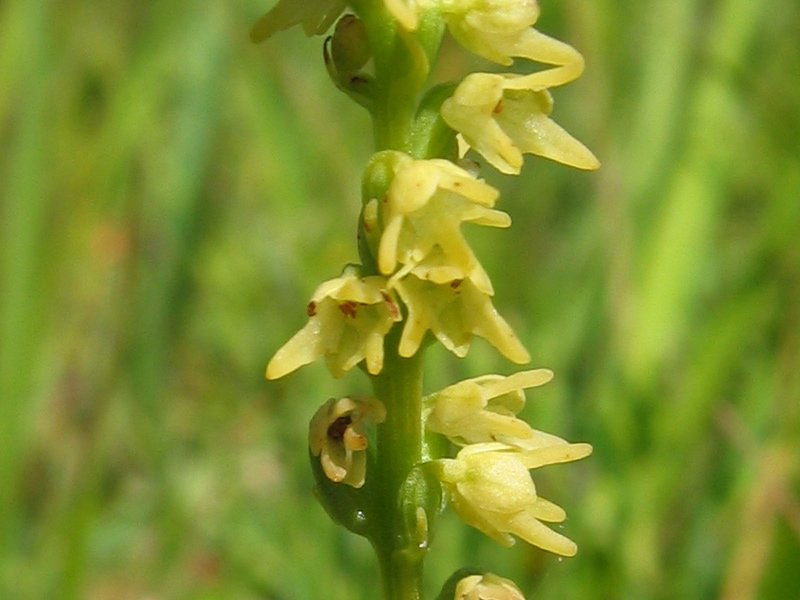
I fiori

I fiori sono ermafroditi ed irregolarmente zigomorfi, pentaciclici (perigonio a 2 verticilli di tepali, 2 verticilli di stami (di cui uno solo fertile – essendo l'altro atrofizzato), 1 verticillo dello stilo). Il colore dei fiori è giallognolo tendente al verde e odorano di miele. Dimensione dei fiori: 3 – 5 mm.
- Formula fiorale: per questa pianta viene indicata la seguente formula fiorale:

P 3+3, [A 1, G (3)]
- Perigonio: il perigonio è composto da 2 verticilli con 3 tepali (o segmenti) ciascuno (3 interni e 3 esterni). I tepali esterni hanno una forma oblunga e sono ottusi all'apice. Quello centrale-dorsale è lievemente più largo (oblungo-ovato). Tra di loro sono inoltre conniventi. I due tepali interni (l'altro, quello centrale, il labello, è molto diverso) sono più stretti e più lunghi di quelli esterni. Tutti i tepali hanno una venatura centrale. Dimensione del tepalo esterno dorsale: larghezza 1,2;  lunghezza 2,2 mm.  Dimensione dei tepali esterni laterali: larghezza 1 mm; lunghezza 2 mm.
- Labello: il labello è il tepalo interno centrale. Ha una forma più allargata degli altri e termina con tre stretti lobi (quello mediano è più lungo degli altri). Ha un brevissimo sperone ma può anche essere privo di sperone. Il colore è verdognolo ed è glabro. Il labello è nettarifero alla base. Dimensione del labello: larghezza 1,2 – 1,5 mm; lunghezza 2,2 – 5 mm. Lunghezza del lobo centrale: 1,5 – 3,2 mm. Lunghezza dei lobi laterali: 0,8 – 1,5 mm.
- Ginostemio:  lo stame con le rispettive antere (in realtà si tratta di una sola antera fertile biloculare – a due logge) è concresciuto con lo stilo e forma una specie di organo colonnare chiamato "ginostemio"[4]. In questa specie tale organo è molto breve. Il polline ha una consistenza gelatinosa; e si trova nelle due logge dell'antera, queste sono fornite di due ghiandole vischiose ben distinte (chiamate retinacoli). I pollinii (poveri di polline) sono inseriti sui due retinacoli tramite delle caudicole e sono racchiusi in una borsicola rostellare. L'ovario, in posizione infera, sessile è formato da tre carpelli fusi insieme. È inoltre piegato quasi ad angolo retto.[5].
- Fioritura: da maggio ad agosto.

### Frutti
Il frutto è una capsula.  Al suo interno sono contenuti numerosi minutissimi semi piatti. Questi semi sono privi di endosperma e gli embrioni contenuti in essi sono poco differenziati in quanto formati da poche cellule. Queste piante vivono in stretta simbiosi con micorrize endotrofiche, questo significa che i semi possono svilupparsi solamente dopo essere infettati dalle spore di funghi micorrizici (infestazione di ife fungine). Questo meccanismo è necessario in quanto i semi da soli hanno poche sostanze di riserva per una germinazione in proprio.

## Biologia
La riproduzione di questa pianta può avvenire in due modi: 
- per via sessuata grazie all'impollinazione degli insetti pronubi; la germinazione dei semi è tuttavia condizionata dalla presenza di funghi specifici (i semi sono privi di albume – vedi sopra). Questa funzione in questa specie è poco sviluppata.
- per via vegetativa in quanto a fine stagione dal bulbo principale si sviluppano dei tubercoli apicali pronti a germinare nella stagione successiva in nuovi individui; è questo il tipo di riproduzione prevalente per questa pianta.

## Distribuzione e habitat
- Geoelemento: il tipo corologico (area di origine) è Eurasiatico.
- Diffusione: questa orchidea si trova al nord, soprattutto nelle Alpi (sono escluse le provincie di Aosta e Varese) e in modo discontinuo al centro dell'Italia. È considerata rara. Sui rilievi europei si trova nei seguenti areali: Foresta Nera, Massiccio del Giura, Monti Balcani e Carpazi. Fuori dall'Europa è diffusa in Asia fino al Giappone comprendendo zone come Corea, Mongolia, Nepal, Pakistan, Kashmir, Sikkim.
- Habitat: l'habitat tipico sono i pendii erbosi sia umidi che aridi; ma anche sorgenti, cadute d'acqua, torbiere basse, e zone pietrose; oppure boschi di latifoglie o conifere. Il substrato preferito è sia calcareo che calcare/siliceo con pH basico e terreno con bassi valori nutrizionali e mediamente umido.
- Diffusione altitudinale: sui rilievi queste piante si possono trovare fino a 1700 m s.l.m.; frequentano quindi i seguenti piani vegetazionali: collinare, montano e subalpino.

### Fitosociologia
Dal punto di vista fitosociologico la specie di questa voce appartiene alla seguente comunità vegetale:
Formazione: delle comunità delle macro- e megaforbie terrestri
Classe: Molinio-Arrhenatheretea
Ordine: Molinietalia caeruleae
Alleanza: Molinion

## Tassonomia
Il numero cromosomico di Herminium monorchis è: 2n =  40

### Ibridi
Con questa pianta sono possibili ibridi intraspecifici e intragenerici. In Europa, essendo Herminium monorchis la sola specie del genere, sono possibili solo ibridi intragenerici con il genere Pseudorchis:
- x Pseudinium aschersonianum (Brügger & Kill) P.F. Hunt (1971) – Ibrido con Pseudorchis albida (L.) Á. Löve & D. Löve (1969).

### Sinonimi
La specie di questa voce ha avuto nel tempo diverse nomenclature. L'elenco che segue indica alcuni tra i sinonimi più frequenti:
- Ophrys monorchis L. (1753) (basionimo)
- Herminium clandestinum Gren. & Godr. (1855)
- Orchis monorchis (L.) Crantz (1769)
- Epipactis monorchis (L.) F.W.Schmidt (1795)

### Specie simili
Questo tipo di orchidee, poco colorate e fondamentalmente verdi, a volte possono essere confuse con altre specie. L'elenco indica alcune di queste specie con i caratteri che più facilmente le distinguono dalla pianta di questa voce:
- Corallorhiza trifida Châtel. (1760): il fusto è privo di foglie.
- Chamorchis alpina (L.) Rich. (1817): è forse la specie più simile a quella di questa voce (in effetti in passato questa orchidea era assegnata allo stesso genere con la denominazione Herminium alpinum (L.) Sweet, 1826); si distingue soprattutto per la presenza di un secondo tubero.
- Goodyera repens (L) R.Br. (1813): si distingue per i fiori bianchi e molto pubescenti.
- Liparis loeselii (L.) Rich. (1817): ha i fiori eretti, è molto piccola e comunque è molto rara.
- Listera ovata (L.) R.Br. (1813): si riconosce dalle due grandi foglie ovate in posizione opposta alla base del fusto.
- Platanthera bifolia (L.) Rich. (1817) e Platanthera chlorantha (Custer) Rchb. (1829): sono diverse soprattutto nel labello molto allungato e i tepali sporgenti ai lati.
- Pseudorchis albida (L.) Á. Löve & D. Löve (1969): i fiori sono più bianchi e più raccolti.

## Conservazione
Come tutte le orchidee è una specie protetta e quindi ne è vietata la raccolta e il commercio ai sensi della Convenzione sul commercio internazionale delle specie minacciate di estinzione (CITES).